# Франц Норберт фон Траутмансдорф
Франц Норберт фон Траутмансдорф (на немски: Franz Norbert von Trauttmannsdorff; * 10 август 1705, Прага; † 18 юни 1786, Хоршовски Тин/Бишофтайниц, Домажлице при Пилзен, Бохемия) от старата австрийска и бохемска рицарска фамилия фон Траутмансдорф от Източна Щирия, е граф на Траутмансдорф, императорски полковник-наследствен маршал на Бохемия, императорски съветник и кемерер, рицар на Ордена на златното руно.

## Живот
Той е син на граф Йохан Йозеф фон Траутмансдорф (1676 – 1713) и съпругата му графиня Мария Терезия Паар (1683 – 1766), дъщеря на граф Карл Йозеф Паар (1654 – 1725) и графиня Мария Рената зе Шернберка (1658 – 1724). Брат е на граф Йохан Йозеф фон Траутмансдорф (1711 – 1769) и Мария Валбурга Постума фон Траутмансдорф (1713 – 1770), омъжена на 27 юли 1735 г. в Прага за граф Филип Ернст фон Лерхенфелд (1689 – 1746). Внук е на граф Рудолф Вилхелм фон Траутмансдорф (1646 – 1689) и принцеса Анна Мария фон и цу Лихтенщайн (1650 – 1704).
Франц Норберт е императорски съветник и кемерер на император Карл VI и 17 години от 1724 до 1741 г. гранд-майстер в двора на императорската сестра Мария Елизабет, ерцхерцогиня на Австрия, щатхалтерка на Австрийска Нидерландия.
През 1765 г. Франц Норберт е издигнат на рицар на австрийския Орден на Златното руно. Той умира на 18 юни 1786 г. във фамилния замък Хоршовски Тин (Бишофщайниц) при Пилзен в Бохемия.
Синът му Франц Фердинанд (1749 – 1827) е издигнат на 10 април 1805 г. на 1. имперски княз на Траутмансдорф-Вайнсберг.

## Фамилия
Първи брак: на 4 декември 1726 г. с валонската наследничка Мария Флорентина Йозефа де Гавре (* 17 октомври 1708; † 21 август 1742), дъщеря на граф и маркиз Расе Франсоас де Гавре († 1713) и Мария Кристина де Бриас († 1716). Те имат децата:
- дъщеря
- Мария Терезия фон Траутмансдорф (* 16 декември 1727; † 26 май 1755), омъжена на 9 февруари 1753 г. за граф Максимилиан Йозеф фон Ламберг (* 22 ноември 1729; † 23 юни 1792)
- Мария Анна фон Траутмансдорф (* 31 август 1736; † 11 октомври 1788), манастирска дама в Прага
- Йозеф Венцел фон Траутмансдорф (* 20 юли 1739; † 4 декември 1769), женен на 28 октомври 1766 г. за графиня Мария Габриела Чернинова з Худениц (* 25 май 1747; † 31 юли 1807)
- Мария Амалия фон Траутмансдорф (* 1 февруари 1741; † 6 март 1808), омъжена на 29 юли 1779 г. за граф Франц Йозеф Кински фон Вхинитц и Тетау (* 6 декември 1739; † 9 юни 1805)

Втори брак: на 16 февруари 1744 г. в Прага с графиня Мария Анна фон Херберщайн (* 29 март 1723, Виена; † 7 февруари 1815, Виена), дъщеря на граф Фердинанд Леополд фон Херберщайн (1695 – 1744) и фрайин Мария Анна Маргарета фон Улм цу Ербах (1700 – 1762). Те имат децата:
- Мария Антония фон Траутмансдорф (* 31 май 1746; † 14 април 1817), манастирска дама в Гезек
- Франц Фердинанд фон Траутмансдорф (* 12 януари 1749, Виена; † 28 август 1827), 1. имперски княз на Траутмансдорф-Вайнсберг (на 10 април 1805), женен на 18 май 1772 г. във Виена за графиня Мария Каролина фон Колоредо-Мансфелд (* 14 февруари 1752, Виена; † 20 септември 1832, Виена)